# منتخب جرينلاند لكرة القدم
منتخب جرينلاند لكرة القدم هو منتخب يشرف عليه اتحاد جرينلاند لكرة القدم، ولكنه لا ينتمي إلى إلا الفيفا ولا إلا الكونكاكاف ولا إلا اليويفا لأن جرينلاند تتمتع بالحكم الذاتي لكنها ليست مستقلة دوليا وهي تتبع الدنمارك، ولذلك لا يشارك المنتخب في المسابقات الدولية الكبرى.

كل المباريات التي لعبها المنتخب لا تعتبر مباريات دولية.

## معرض صور

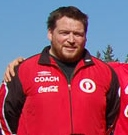
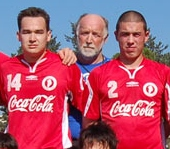
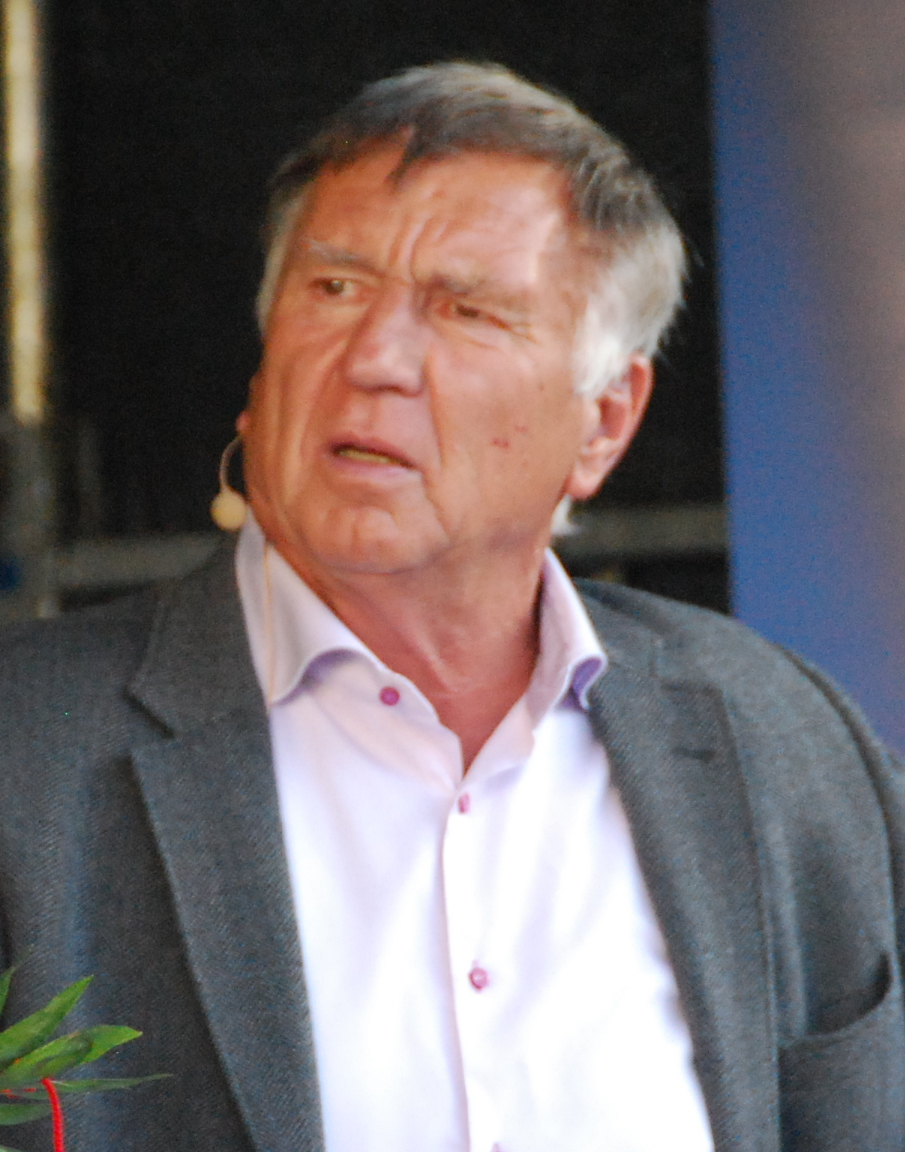

## المدربين
- 2000 - 2002: سيب بيونتيك
- 2002 - الآن: ينس تانغ أولسن

## المباريات
| التاريخ       | المكان                           | المباراة                      | المسابقة/ودية      |
| ------------- | -------------------------------- | ----------------------------- | ------------------ |
| 2 يوليو 1980  | ?                                | جزر فارو 6 - 0 جرينلاند       |                    |
| ?             | ? , جزيرة مان                    | رودس 2 - 0 جرينلاند           | ألعاب الجزر        |
| ?             | ? , جزيرة مان                    | ساريما 0 - 2 جرينلاند         | ألعاب الجزر        |
| ?             | ? , جزيرة مان                    | جزر فوكلاند 0 - 4 جرينلاند    | ألعاب الجزر        |
| ?             | ? , جزيرة مان                    | جزيرة وايت 0 - 0 جرينلاند     | ألعاب الجزر        |
| 29 يونيو 2003 | بلانش بيير لين، جيرنزي           | جزيرة وايت 1 - 2 جرينلاند     | ألعاب الجزر        |
| 30 يونيو 2003 | بلانش بيير لين، جيرنزي           | جبل طارق 2 - 0 جرينلاند       | ألعاب الجزر        |
| 1 يوليو 2003  | بلانش بيير لين، جيرنزي           | سارك 0 - 16 جرينلاند          | ألعاب الجزر        |
| 3 يوليو 2003  | كوربت فيلد، جيرنزي               | ألدرني 0 - 3 جرينلاند         | ألعاب الجزر        |
| 4 يوليو 2003  | كوربت فيلد، جيرنزي               | غوتلند 1 - 2 جرينلاند         | ألعاب الجزر        |
| 10 يوليو 2005 | هاربيسون بارك، جزر شتلاند        | أنغلزي 0 - 0 جرينلاند         | ألعاب الجزر        |
| 11 يوليو 2005 | أنست، جزر شتلاند                 | أوركني 1 - 2 جرينلاند         | ألعاب الجزر        |
| 12 يوليو 2005 | بورا الغربية، جزر شتلاند         | الجزر الخارجية 4 - 4 جرينلاند | ألعاب الجزر        |
| 13 يوليو 2005 | بورا الغربية، جزر شتلاند         | جيرنزي 6 - 0 جرينلاند         | ألعاب الجزر        |
| 15 يوليو 2005 | فرازر بارك، جزر شتلاند           | أولند 3 - 2 جرينلاند          | ألعاب الجزر        |
| 29 مايو 2006  | ملعب ميليرنتور، هامبورغ, ألمانيا | قبرص الشمالية 1 - 0 جرينلاند  | كأس فيفي ويلد 2006 |
| 30 مايو 2006  | ملعب ميليرنتور، هامبورغ, ألمانيا | تنزانيا 4 - 2 جرينلاند        | كأس فيفي ويلد 2006 |

## التشكيلة الحالية
- حراس المرمى:
  - أندرس كارستن
  - لارس سفيكت
  - يوهانس بولسن
- المدافعين:
  - جاكوب فراير
  - توماس أملسون
  - دانيال جاكوبسون
  - كريستيان مورساين
  - دنيس توماسون
  - جاسبر كيالسون
  - جاكوب جورنسن
  - تيم إنلسبرغ
- الوسط:
  - مارتن فيالسن
  - كيفن ماكينيا
  - نيكلاس دندتر
  - دانيال رومالسون
  - فابيان تروسانسن
  - توماس هالسنسبورغ
  - جون تال هسبورتان
- المهاجمين:
  - جون سفيكت
  - ماكس فكيست
  - ويليام بلندتر

## مقالات ذات صلة
- مجلس الاتحاد الجديد

## روابط خارجية
- الموقع الرسمي لاتحاد جرينلاند الرياضي.
- الموقع الرسمي لاتحاد جرينلاند لكرة القدم.